# Friedrich Gerhard
Friedrich Wilhelm Gerhard (24 de julio de 1884-17 de mayo de 1950) fue un jinete alemán que compitió en la modalidad de doma. Participó en los Juegos Olímpicos de Berlín 1936, obteniendo dos medallas, oro en la prueba por equipos y plata en individual.

## Palmarés internacional
| Juegos Olímpicos | Juegos Olímpicos  | Juegos Olímpicos | Juegos Olímpicos |
| Año              | Lugar             | Medalla          | Categoría        |
| ---------------- | ----------------- | ---------------- | ---------------- |
| 1936             | Berlín (Alemania) | Medalla de oro   | Por equipos      |
| 1936             | Berlín (Alemania) | Medalla de plata | Individual       |